# Пескул (Белуно)
Пескул (итал. Pescul) је насеље у Италији у округу Белуно, региону Венето.
Према процени из 2011. у насељу је живело 74 становника. Насеље се налази на надморској висини од 1497 м.